# 小寺勝之
小寺勝之（日语：／ Kodera Katsuyuki），日本男性動畫演出家、動畫導演。他以的藝名，為多部動畫作品繪製分鏡。
他也是一位藍調研究者。

## 參加作品

### 導演
2000年
- Sci-Fi HARRY（日语：Sci-Fi HARRY）

2002年
- BOM BOM 彈珠人太空戰士（—2003年）

### 分鏡
1993年
- 魔物獵人妖子 Super Music Clip

1994年
- DNA²[注 2]

1995年
- 小紅豆（—1998年）[注 2]

1998年
- 槍神Trigun

1999年
- 臣士魔法劇場 利斯基☆塞夫提（日语：臣士魔法劇場 リスキー☆セフティ）
- 課長王子[注 2]

2000年
- 禦園地！月光假面
- 蒙面貓俠（—2001年）[注 2]

2001年
- X
- 心之圖書館
- 學園戰記無量（日语：学園戦記ムリョウ）

2002年
- Panyo Panyo 鈴鐺貓娘
- 水瓶戰記 Sign for Evolution
- 尋找滿月（—2003年）

2003年
- 魔球小仙女
- SPACE PIRATE CAPTAIN HERLOCK（日语：SPACE PIRATE CAPTAIN HERLOCK）[注 2]

2004年
- 今日大魔王！（—2006年）
- 魔法少女奈葉
- 北方戀曲 ～Diamond Dust Drops～
- 真實夢境（日语：ゆめりあ）
- 神無月的巫女
- 次元艦隊（—2005年）

2005年
- 守護之心 Power Up！
- 聖魔之血
- 創聖的亞庫艾里翁
- 極樂天師
- 幸運女神
- 神樣中學生
- 到另一個你的身邊去
- 銀牙傳說WEED
- 曙光少女（—2006年）
- 地獄少女（—2006年）

2006年
- 極樂天師 喝!!
- 女高中生 GIRL'S-HIGH
- 幸運女神 各自的羽翼
- 變身公主
- 我的裘可妹妹
- BALDR FORCE EXE RESOLUTION

2007年
- 交響情人夢
- 月面兔兵器米娜
- 戀愛天使安琪莉可 ～光輝的明天～（日语：恋する天使アンジェリーク）
- sola
- DARKER THAN BLACK -黑之契約者-
- 旋風管家（—2008年）
- 大江戶火箭
- 風之聖痕
- School Days

2008年
- 楚楚可憐超能少女組
- 水晶之焰（日语：クリスタル ブレイズ）
- 狂亂家族日記
- 西洋骨董洋菓子店 ～Antique～
- 夕陽染紅的坡道

2009年
- 神劍好小子
- 四葉遊戲（—2010年）
- 遊魂 -Kiss on my Deity-
- 戰鬥陀螺 鋼鐵奇兵（—2010年）
- 簡單易懂的現代魔法
- 公主戀人
- 肯普法

2010年
- 神隱之狼
- 戰鬥陀螺 鋼鐵奇兵 爆
- 閃光的夜襲
- MM一族
- 刀語

2011年
- 人家一點都不喜歡啦！
- 幸運女神 永遠的二人
- 寶石寵物 Sunshine
- 戰鬥陀螺 鋼鐵奇兵 4D
- 戰國少女 ～桃色異傳～
- R-15
- 認真和我談戀愛！

2012年
- 惡魔高校D×D
- 松本零士「OZMA」（日语：オズマ (アニメ)）
- 坂道上的阿波羅
- 釣球
- 無賴勇者的鬼畜美學
- 向銀河開球
- Muv-Luv Alternative Total Eclipse
- 魔奇少年
- 閃電十一人GO 時空之石

2013年
- 頭文字D Fifth Stage
- 銀河機攻隊 莊嚴皇子
- LINE TOWN
- 惡魔高校D×D NEW
- 我要成為世界最強偶像
- 靈裝戰士
- 我的腦內戀礙選項

2014年
- 鄰座同學是怪咖
- 未確認進行式
- 健全機鬥士
- 普通女高中生要做當地偶像
- 精靈使的劍舞
- Lady 寶石寵物
- 尋找失去的未來

2015年
- 聖劍使的禁咒詠唱
- 不起眼女主角培育法
- 魔法少女奈葉ViVid
- 空戰魔導士培訓生的教官
- 星光樂園

2016年
- 粗點心戰爭
- 魔法護士小麥R
- 神聖之門
- 我的英雄學院
- 初戀怪獸
- 最終騎士
- 時間飛船24
- 斯特拉的魔法

2017年
- 鎖鏈戰記 ～赫克瑟塔斯之光～
- Rewrite
- 覆面系NOISE
- 青春歌舞伎
- 異世界食堂
- 便利商店情人（日语：コンビニカレシ）
- 戰鬥女子學園
- TSUKIPRO THE ANIMATION
- Classica Loid

2018年
- 小木乃伊到我家
- 爆肝工程師的異世界狂想曲
- 三麗鷗男子
- 冷然之天秤
- 霸穹 封神演義
- 春原莊的管理員小姐
- 我喜歡的妹妹不是妹妹

2019年
- 環戰公主
- Endro～！
- 笑容的代價
- 拾又之國
- YU-NO 在這世界盡頭詠唱愛的少女
- 實況主的逃脫遊戲【直播中】
- 異世界超能魔術師
- 我不是說了能力要平均值嗎？

2020年
- number24（日语：number24）
- Asatir 未來的傳說故事（日语：アサティール 未来の昔ばなし）（未來部分）
- 轉生成女性向遊戲只有毀滅END的壞人大小姐
- 繼怪怪守護神
- 滿溢的水果塔

2021年
- 實況野球 威力高中篇（日语：実況パワフルプロ野球 (スマートフォン)#Webアニメ）
- 我們的重製人生
- 精靈幻想記
- 三角窗外是黑夜

2022年
- CUE！
- 闇影詩章 烈焰
- 小鳥之翼 -高爾夫女孩的故事-
- 4個人各自有著自己的秘密

2023年
- 英雄傳說 閃之軌跡 北方戰役
- 勇者死了！
- Opus.COLORs 色彩高校星（日语：Opus.COLORs）
- 我喜歡的女孩忘記戴眼鏡
- 能幹貓今天也憂鬱

2024年
- Re:Monster
- 極速星舞
- 神明渴求著遊戲。

2025年
- 受到猩猩之神庇佑的大小姐受到王立騎士團寵愛
- 最近的偵探真沒用

## 腳註

## 相關項目
- 日本動畫師列表（日语：アニメ関係者一覧）

## 外部連結
- raindog （日語）—小寺勝之的官方個人網站。
- 小寺勝之的X（前Twitter） （日語）